# Datsun 510
Datsun 510 foi uma série do Datsun Bluebird vendida entre 1968 e 1973, e oferecida fora dos Estados Unidos e Canadá como Datsun 1600.
De acordo com com a revista AutoWeek, o 510 podia ser chamado de "A BMW do homem pobre".  também era chamado de "BMW japonês". A engenharia do 510 foi inspirada pelos sedãs europeus contenporâneos, particularmente o BMW 1600-2 1966, incorporando o motor SOHC, suspensão MacPherson na dianteira e braços semi arrastados independêntes na traseira. A influência europeia no design da carroceria é atribuída ao designer da casa, Teruo Uchino.